# Spoorlijn Boulange - Rumelange-Ottange
De Spoorlijn Rumelange-Ottange - Boulange was een spoorlijn tussen de Franse plaats Boulange en de Luxemburgse grens bij Rumelange-Ottange. De lijn was 9,4 km lang en had als lijnnummer 197 000.

## Geschiedenis
De ruwbouw van de spoorlijn werd gerealiseerd in 1937. In 1959 werd de spoorlijn uiteindelijk geopend om alweer na 16 jaar gesloten te worden in 1975.

## Aansluitingen
In de volgende plaatsen was er een aansluiting op de volgende spoorlijnen:
Boulange
RFN 195 000, spoorlijn tussen Fontoy en Audun-le-Tiche
Rumelange-Ottange
CFL 6c, spoorlijn tussen Noertzange en Rumelange-Ottange